# Malvasia africana
La malvasia africana (Oxyura maccoa) és una espècie d'ocell de la família dels anàtids (Anatidae) que habita llacs i estanys amb vegetació emergent d'Àfrica oriental i Meridional, a les terres altes d'Etiòpia, Kenya, zona oriental de la República Democràtica del Congo, Ruanda, Uganda, Tanzània, i Zimbàbue, Namíbia i Sud-àfrica.